# Lars Lukas Mai
Lars Lukas „Lasse“ Mai (* 31. März 2000 in Dresden) ist ein deutscher Fußballspieler, der überwiegend auf der Position des Innenverteidigers zum Einsatz kommt. Seit Sommer 2022 spielt er für den schweizerischen Erstligisten FC Lugano. Zudem bestritt er zahlreiche Länderspiele für die deutschen Junioren-Nationalmannschaften.

## Karriere

### Vereine

#### Anfänge
Mai wechselte 2014 von Dynamo Dresden in die Jugendabteilung des FC Bayern München und war Stammspieler in der U16 in der Bayernliga-Saison 2014/15.
In der Folgesaison bestritt Mai für die U17 24 Punktspiele in der B-Junioren-Bundesliga und erzielte ein Tor. In dieser Spielzeit wurde er auch einmal in der U19-Nachwuchsmannschaft in der A-Junioren-Bundesliga eingesetzt. In der Saison 2016/17 bestritt er 22 Punktspiele in der B-Junioren-Bundesliga und erzielte zwei Tore; er wurde abermals bei einem Punktspiel der U19 eingesetzt. Am Saisonende gewann Mai als Mannschaftskapitän mit der U17 die deutsche B-Junioren-Meisterschaft. Für seine Leistungen erhielt er die bronzene Fritz-Walter-Medaille in der Altersklasse U17.
In der Saison 2017/18 rückte Mai endgültig in die U19 auf. Am 30. Juli 2017 bestritt er ein Spiel für die zweite Mannschaft in der viertklassigen Regionalliga Bayern beim 2:2 im Auswärtsspiel gegen den FC Unterföhring, spielte ansonsten weiterhin für die A-Jugend und avancierte im Saisonverlauf zum Mannschaftskapitän.

#### Erster Profivertrag beim FC Bayern
Am 21. April 2018 debütierte Mai beim 3:0-Auswärtssieg bei Hannover 96 in der Bundesliga, als Trainer Jupp Heynckes bei dem für den FC Bayern München nach der bereits gewonnenen Meisterschaft eher bedeutungslosen Spiel zahlreiche Stammspieler schonte; Mai spielte über 90 Minuten als Innenverteidiger. Zuvor hatte er bereits im Januar mit der Profimannschaft am Wintertrainingslager in Katar teilgenommen. Sechs Tage nach diesem Debüt unterzeichnete er seinen ersten Profivertrag, gültig bis zum 30. Juni 2021. Am Folgetag spielte er beim Heimspiel gegen Eintracht Frankfurt ebenfalls über 90 Minuten und saß beim Champions-League-Halbfinalrückspiel auswärts bei Real Madrid auf der Ersatzbank, ebenso bei den folgenden beiden letzten Bundesligaspielen der Saison. Zum Ende der Saison gewannen die Münchner die deutsche Meisterschaft.
Zur Saison 2018/19 rückte Mai fest in den Kader der zweiten Mannschaft auf, fehlte zum Punktspielauftakt jedoch verletzt. Nach seiner Genesung war er bei den Bayern-Amateuren auf Anhieb Stammspieler in der Innenverteidigung, bestritt aber auch für die A-Junioren (U19) noch mehrere Spiele in der A-Junioren-Bundesliga und UEFA Youth League. Insgesamt kam Mai in der Zweitvertretung auf 27 Regionalligaeinsätze, in denen er zwei Tore erzielte. Zudem spielte er in beiden Spielen der Aufstiegsrunde, in der man in die 3. Liga aufstieg. Bei der Profimannschaft saß Mai bei sieben Bundesligaspielen auf der Ersatzbank, ohne vom Cheftrainer Niko Kovač eingewechselt zu werden. Die Profis wurden erneut deutscher Meister und gewannen zudem den DFB-Pokal bei dem Mai im Viertelfinale ohne Einsatz auf der Bank saß.
Auch in der Saison 2019/20 stand Mai im erweiterten Kader der ersten Mannschaft und spielte parallel für die Zweitvertretung in der 3. Liga. Unter Kovač und dessen Nachfolger Hansi Flick gehörte er in zwanzig Pflichtspielen dem Kader an. Zum Ende der Saison gewannen die Profis erneut die deutsche Meisterschaft und den DFB-Pokal. In der zweiten Mannschaft absolvierte der Innenverteidiger unter Sebastian Hoeneß 26 Drittligaspiele, davon 25 von Beginn an, in denen er ein Tor erzielte und die Meisterschaft in der dritthöchsten Spielklasse gewann.

#### Über Darmstadt nach Bremen
Im Juli 2020 verlängerte Mai seinen Vertrag beim FC Bayern bis zum 30. Juni 2022 und wechselte für die Saison 2020/21 auf Leihbasis in die 2. Bundesliga zum SV Darmstadt 98. Unter dem Cheftrainer Markus Anfang etablierte er sich sofort zum Stammspieler in der Innenverteidigung und absolvierte 29 Zweitligaspiele, davon 27 von Beginn an. Mit der Mannschaft erreichte er den siebten Tabellenplatz.
Zur Saison 2021/22 wurde Mai an den Ligakonkurrenten Werder Bremen weiterverliehen und folgte damit seinem Trainer Markus Anfang zum Bundesliga-Absteiger.

#### Wechsel in die Schweiz
Zur Saison 2022/23 kehrte Mai nicht mehr zum FC Bayern zurück, sondern wechselte in die Schweizer Super League zum FC Lugano.

### Nationalmannschaft
Für die U15-Nationalmannschaft, die jüngste Nationalmannschaft des DFB, bestritt Lars Lukas Mai im Mai 2015 zwei Spiele gegen die Niederlande. Ab Oktober 2015 spielte er dann für die U16-Nationalmannschaft und erzielte gleich im ersten Spiel, einem 4:2 in Österreich, per Elfmeter sein erstes Tor. Es folgten bis Februar 2016 fünf weitere Einsätze für die U16, teilweise als Einwechselspieler. Ab September 2016 spielte er für die U17, nahm im Mai 2017 als Stammspieler an der Europameisterschaft in Kroatien teil und schied dort mit der Mannschaft im Halbfinale gegen Spanien nach Elfmeterschießen aus. Im ersten Gruppenspiel, einem 5:0 gegen Bosnien-Herzegowina, erzielte Mai bereits in der zweiten Spielminute das erste Turniertor für seine Mannschaft, beim Elfmeterschießen gegen Spanien verschoss er seinen Elfmeter.
Die Halbfinalteilnahme bei jener Europameisterschaft war gleichbedeutend mit der Qualifikation für die U17-Weltmeisterschaft im Oktober 2017 in Indien. Mai war dort erneut Stammspieler und schied mit der Mannschaft im Viertelfinale gegen Brasilien aus dem Turnier aus. Diese Niederlage war auch sein letztes Spiel für die U17-Nationalmannschaft und er rückte im März 2018 in die U18 auf, für die er jedoch nur ein Spiel bestritt.
Im Herbst 2018 nahm er mit der U19-Nationalmannschaft an einem Turnier in Armenien teil, kam dort jedoch nicht zum Einsatz. Im März 2019 bestritt er alle drei Qualifikationsspiele zur U19-Europameisterschaft, scheiterte mit der Mannschaft jedoch an Norwegen.
Nachdem er schon am 9. Oktober 2020 beim 5:0-Sieg gegen Moldawien für die U21-Nationalmannschaft debütiert hatte, fiel er verletzungsbedingt für die im März 2021 stattfindende Gruppenphase der Europameisterschaft 2021 aus. Trainer Stefan Kuntz berief ihn jedoch in den Kader für die im Mai und Juni 2021 stattfindende Finalrunde der Europameisterschaft. Hier kam er beim Viertelfinalsieg über Dänemark zu seinem einzigen Einsatz. Das Finale der Endrunde gewann Deutschland mit 1:0 gegen Portugal.

## Erfolge
Als Nationalspieler
- U21-Europameister: 2021

Im Verein
- Aufstieg in die Bundesliga: 2022
- Deutscher Meister: 2018, 2019 (ohne Einsatz), 2020 (ohne Einsatz)
- DFB-Pokal-Sieger: 2019 (ohne Einsatz), 2020 (ohne Einsatz)
- Meister der 3. Liga: 2020
- Aufstieg in die 3. Liga: 2019
- Meister der Regionalliga Bayern: 2019
- Deutscher B-Junioren-Meister: 2017

## Auszeichnungen
- Preisträger der Fritz-Walter-Medaille 2017 in Bronze

## Sonstiges
Mais Vater Lars (* 1970) war von November 2013 bis September 2017 Aufsichtsratsmitglied von Dynamo Dresden. Sein Bruder Sebastian (* 1993) ist ebenfalls Fußballspieler. In der Drittligasaison 2019/20 trafen die Brüder mit ihren jeweiligen Vereinen erstmals aufeinander, beide Spiele gewann Lars Lukas mit dem FC Bayern München II. Sein Spitz- und Rufname ist Lasse.